# Pozzilli
Pozzilli község (comune) Olaszország Molise régiójában, Isernia megyében.

## Fekvése
A megye délnyugati részén, Volturno folyó völgyében fekszik. Határai: Acquafondata, Capriati a Volturno, Conca Casale, Filignano, Montaquila, Monteroduni, Venafro és Viticuso.

## Története
A 16. században alapították két kis falu (Trasarcio és Caspoli) egyesítésével. A 19. században nyerte el önállóságát, amikor a Nápolyi Királyságban felszámolták a feudalizmust. Előbb a Terra di Lavoro része lett, majd 1861-ben Moliséhez csatolták. 1928 és 1934 között összevonták Venafróval.

## Népessége
A népesség számának alakulása:

## Főbb látnivalói
- Santa Caterina-templom
- egy római vízvezeték romjai